# Михайленки (станція)
Миха́йленки — проміжна залізнична станція Козятинської дирекції Південно-Західної залізниці на електрифікованій лінії Козятин I — Шепетівка. Розташована в селищі Великі Коровинці Житомирського району Житомирської області.

## Історія
Станція Михайленки відкрита у серпні 1873 року, одночасно із відкриттям руху поїздів лінією Бердичів — Ковель — Граєво, для обслуговування одного з найбільших цукрових заводів того часу, що розташовувався поблизу  селища. Вперше вказана на російській мапі 1875 року, як полустанок Михайленки. Однак сучасна станція Михайленки розташована не зовсім там, де був полустанок Михайленки — вона знаходиться за 5 км східніше, у сучасному вигляді сформувалася напевно наприкінці XIX століття. Це одна з найстаріших станцій на ділянці Бердичів — Ковель. Того ж року був відкритий одноповерховий вокзал, який виконаний у вигляді букви «Е», у класичному стилі, оформлений трьома ризалітами й доповнений елементами романського стилю. За задумом архітектора, така будівля мала складну пульсуючу світлотіньову поверхню, яка й нині має ефектний вигляд.
Під час Другої світової війни зі станції мешканців селища насильно вивозили на каторгу до Німеччини. У 1942 році через станцію прямував поїзд, з якого на ходу вистрибнули шестеро дівчат, щоб уникнути заслання. На жаль, усі вони були розстріляні.
1964 року станція електрифікована змінним струмом (~25 кв) в складі дільниці Фастів I — Здолбунів.

## Пасажирське сполучення
На станції зупиняються приміські електропоїзди сполученням Козятин I — Шепетівка.